# Nothgottes

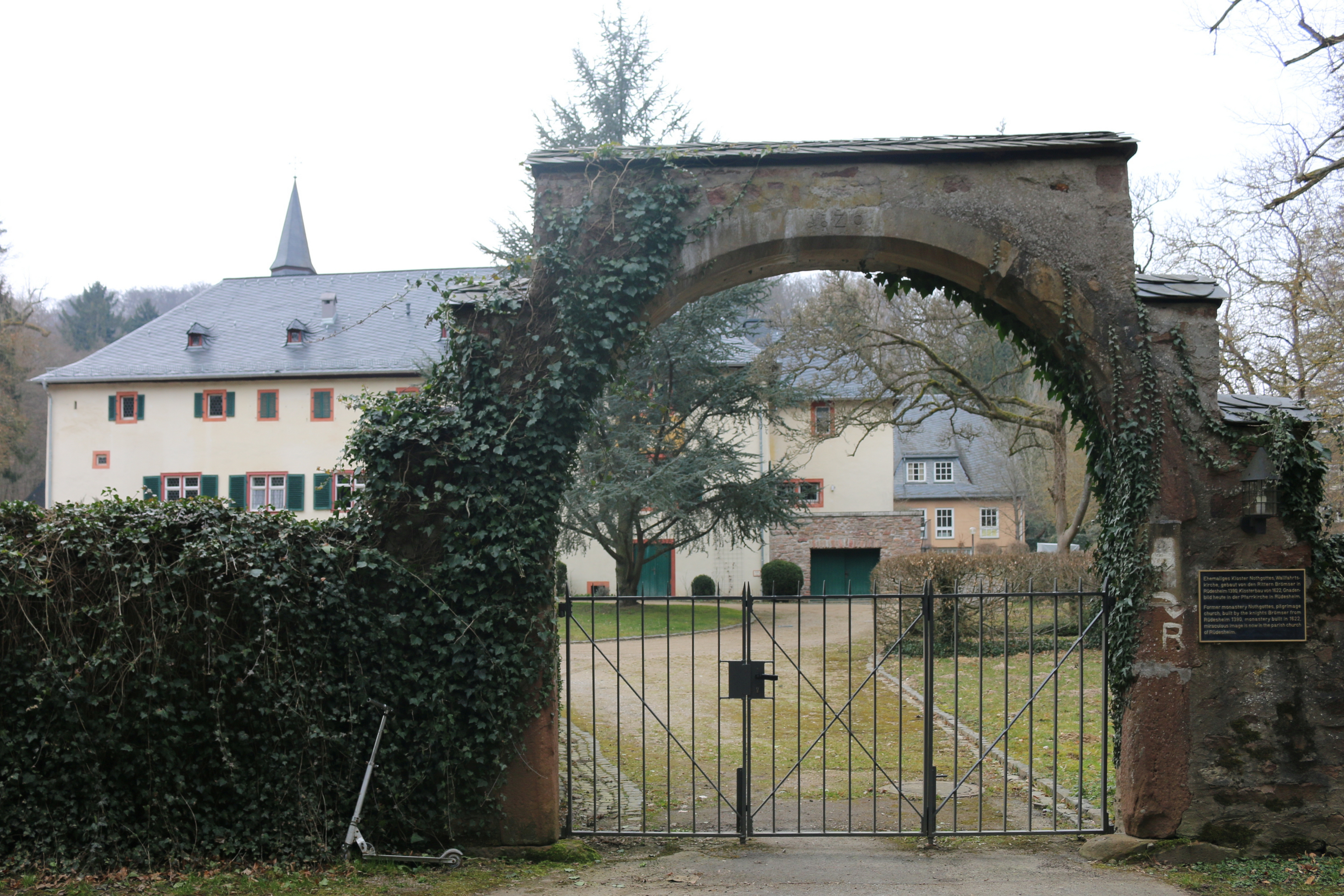
Kloster Nothgottes

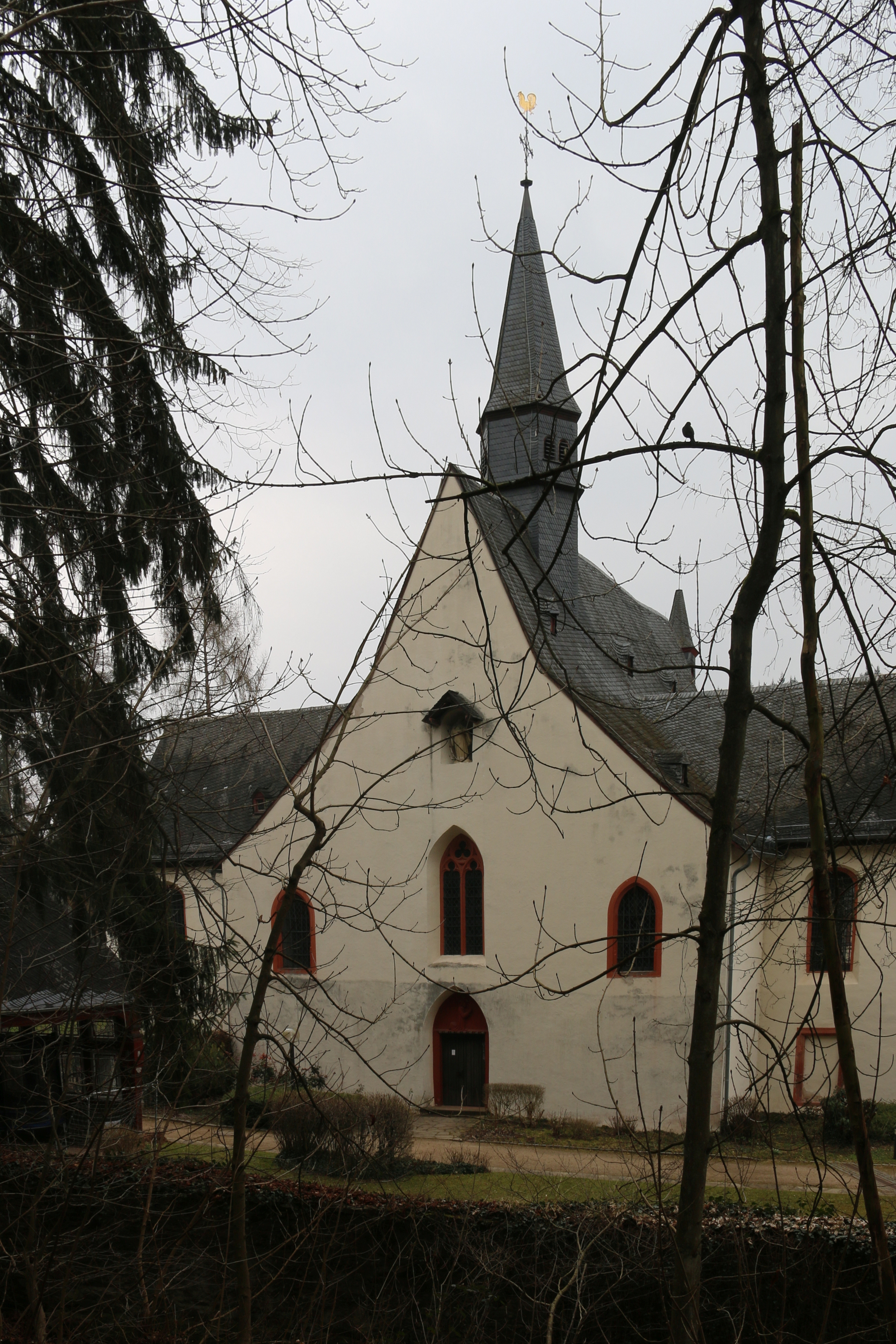
Historische Wallfahrtskapelle

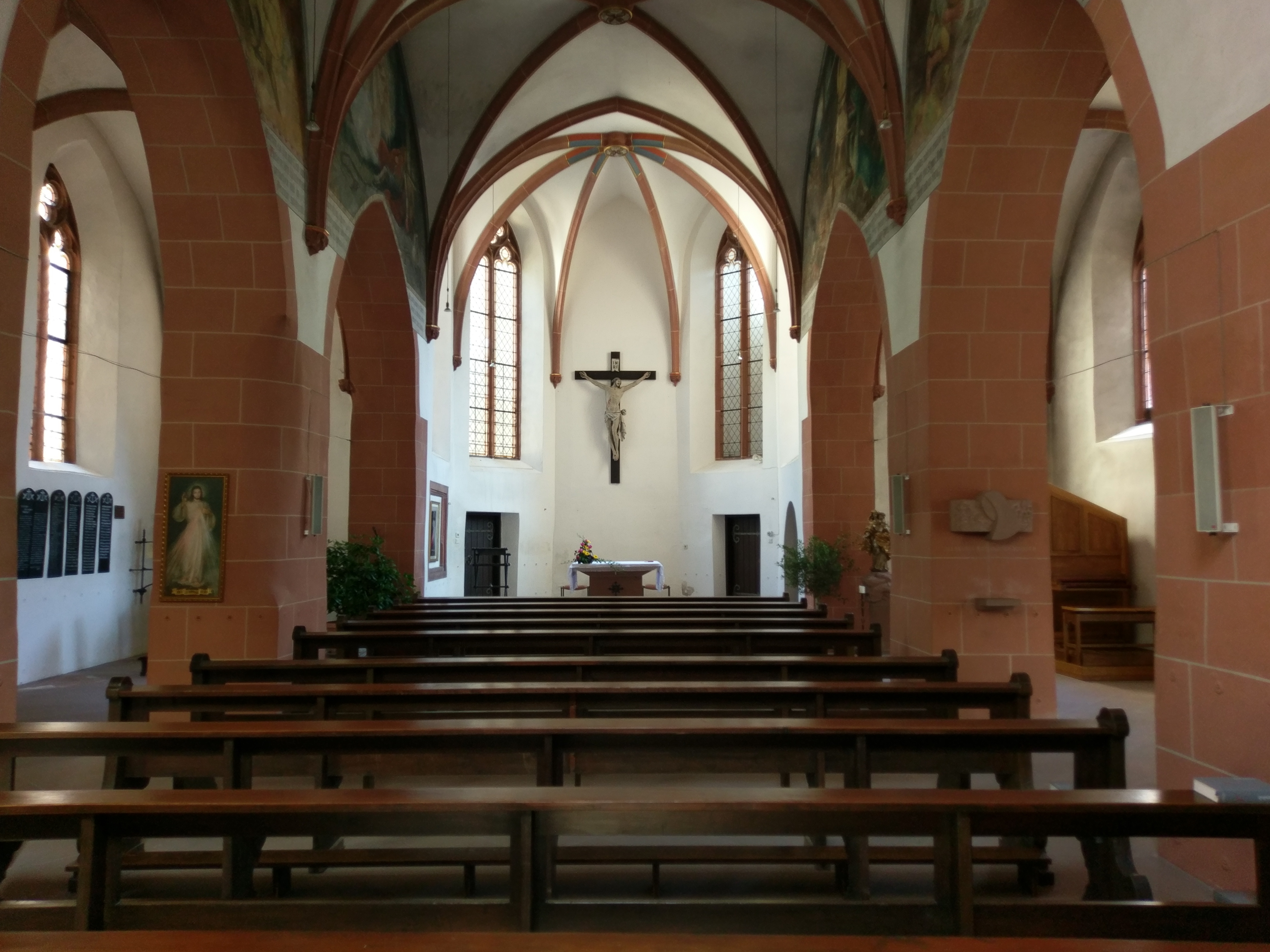
Innenansicht der dreischiffigen, gotischen Kapelle, einer Stufenhalle

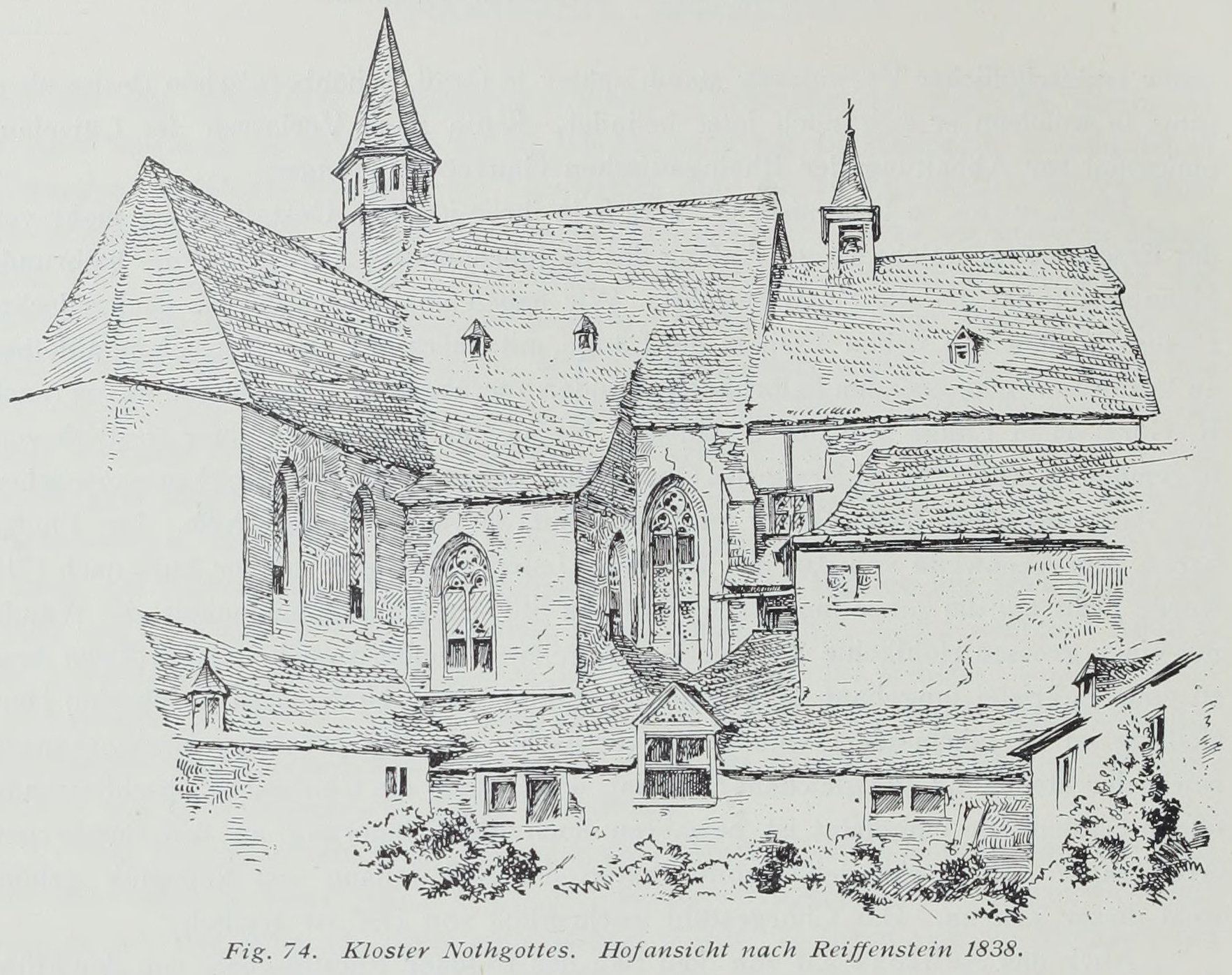
Darstellung des Klosters (um 1838)

Nothgottes ist der Name eines Wallfahrtsortes und Zisterzienser-Klosters in der Gemarkung Eibingen, einem Stadtteil von Rüdesheim am Rhein im Rheingau.

## Geographische Lage
Nothgottes liegt in 214 Meter Höhe in einem Waldtal des Rheingaugebirges nördlich der Einmündung des Kühtränker Grabens in den Blaubach, dessen Tal sich nach Südosten in Richtung Geisenheim öffnet. Nordwestlich wird die Stätte überragt von der bewaldeten Kuppe des Nothgotteskopfes (298,7 m) und im Norden schließt eine Waldlichtung an, an deren Ende die Ruine Plixholz liegt. Südlich von Nothgottes führt am Talhang aufwärts die Nothgottesstraße zur Siedlung Windeck, die zusammen mit der Abtei St. Hildegard oberhalb der Weinberge des Rüdesheimer Ortsteils Eibingen liegt. Südwestlich erhebt sich das waldfreie Ebental-Plateau über den bewaldeten Talhängen.

## Geschichte
Grundlage des Klosters bildete eine Kapelle, die im Jahr 1390 der Legende nach von Ritter Brömser angelegt wurde, nachdem einer seiner Bauern das Gnadenbild vom Blutschwitzenden Heiland beim Pflügen gefunden und zugleich den Ruf „Noth Gottes“ gehört hatte.
Im 15. Jahrhundert erfolgte eine Erweiterung zu einer Wallfahrtskirche. Für die Wallfahrt wurde seit 1449 ein Ablass gewährt. In der frühen Neuzeit war Nothgottes ein beliebter Wallfahrtsort. In der Gegenwart kommt in jedem Jahr am ersten September-Sonntag eine Fußwallfahrt aus Kruft in Nothgottes an. Die Wallfahrer der Nothgottes-Bruderschaft, deren Zahl mittlerweile zwischen 60 und 80 schwankt, brechen zwei Tage zuvor in ihrem Heimatort auf. Die älteste Wallfahrt aus Kruft soll 1674 nach Nothgottes gekommen sein und wurde nach mündlicher Überlieferung bis heute nie unterbrochen. Ein Versprechen aufgrund einer Pestepidemie soll der Wallfahrt zugrunde liegen.
Zwischen 1620 und 1622 erfolgte die Anlage eines Kapuzinerklosters. Dieses Kloster bestand bis zur Säkularisation 1813.
Zwischen 1932 und 1938 wurde es als Kloster der Armen Dienstmägde Jesu Christi genutzt. Sie kehrten 1945 an diesen Ort zurück, nutzten es aber nun als Außenstelle des Klosters Marienhausen bei Aulhausen. Zum Jahresende 1951 verließen sie das Kloster. Bis 2006 war das ehemalige Kloster ein Exerzitien- und Bildungshaus des Bistums Limburg. Von 2006 bis 2012 wurde es von der Gemeinschaft der Seligpreisungen bewohnt. Im September 2013 ist das Kloster Nothgottes von Zisterzienser-Mönchen aus Vietnam besiedelt worden, die 2014 weitere personelle Verstärkung erhielten. Die Mönche kommen aus der südvietnamesischen Abtei Chau Son Don Duong und pflegen ein kontemplatives Leben. Prior ist seit September 2021 Pater Anselm Cong Luan Tran O.Cist. Damit haben sich 210 Jahre nach dem Ende der alten Zisterzienserabtei Eberbach (1803) wieder Mönche dieses Ordens im Rheingau angesiedelt.
Seit 2002 ist das Haus Nothgottes Teil des UNESCO-Welterbes Oberes Mittelrheintal.

## Kirche
Die gotische Kirche stammt im Kern aus dem späten 14. Jahrhundert und wurde im 15. Jahrhundert erweitert. Sie ist eine dreischiffige symmetrische Stufenhalle mit Kreuzrippengewölben und einem 5/8 Chorschluss. Das Satteldach ist über den Seitenschiffen weniger geneigt als über dem Mittelschiff.

## Glocken
Im Dachreiter der Wallfahrtskapelle hängen zwei Bronzeglocken, die im Jahr 1934 von der renommierten Glockengießerei Otto aus Hemelingen/Bremen gegossen wurden und die die Glockenvernichtung der Nazi überstanden haben.
Geläutedisposition: gis′′+2 – h′′+3
| Nr. | Name       | Masse (kg) | Ø (mm) | Schlagton | Gussjahr | Glockengießer        | Inschrift                                                           |
| 1   | Franziskus | ca. 75     | 499    | gis2+2    | 1934     | Glockengießerei Otto | St. Franziscus / + Ut deum Perdolentem convoco + 1934 Gießerzeichen |
| 2   | Maria      | ca. 45     | 419    | h2+3      | 1934     | Glockengießerei Otto | Maria +...?...+                                                     |